# 中尾巖雄
（8月11日—），本名為發音相同的「中尾巖雄」，日本男性配音員，出身於大阪府。2011年以前所屬於青二Production，目前隸屬於懸樋Production。

## 來歷、人物
- 大阪府出身。
- 1986年，青二塾東京校7期生入校。
- 1987年，青二塾畢業後成為青二Production的配音員。
- 2011年6月30日離開青二Production，成為自由職業。
- 2013年10月進入並所屬懸樋Production（日语：懸樋プロダクション）

## 演出作品

### 電視動畫
- 櫻桃小丸子（カメラマン）

1988年
- 變形金剛：超神 Master Force（作業員）

1990年
- （賽亞人E）

1992年
- 奇天烈大百科（宇野）
- 美少女戰士（司会者、船員、通行人、店員）

1993年
- 足球風雲（東雄吾）
- 城市風雲兒（螳螂男）
- GS美神極樂大作戰（志村けん太）
- 灌籃高手（諸星大、谷澤龍二）

1994年
- 真拳傳說（グレン、鬼門院朱雀、手下）
- 橘子醬男孩（冨重）

1997年
- IQ博士（パゴス）

2003年
- 音速小子X（史都華、男、助監督）

2004年
- 女孩萬歲（店員）
- 忍者亂太郎（東南風）
- 火鳥

2006年
- ONE PIECE（赤犬（サカズキ））

2007年
- 電腦線圈（優子的父親）
- 悲慘世界 少女珂賽特（警察官）

2008年
- 世界毀滅 〜毀滅世界的六人〜（ワシ師）

2009年
- RIDEBACK（鈴木編集長）

2010年
- 奇蹟少女KOBATO.（作業員）

### OVA
- 刃牙（久隅）
- BE-BOP-HIGHSCHOOL

### 劇場版動畫
- 夏娃的时间 劇場版（耕次）
- 劇場版 AIR（學校的老師）
- 風起雲湧！夕陽下的春日部男孩（町人）
- （兵士）

### 網路動畫
- 夏娃的时间（耕次）

### 遊戲
- （米田）

### 外語配音
- 火車頭日記（ディーゼル クラス40）

### 廣播劇
- （五十嵐）

### DramaCD
- 奇諾之旅（ナレーション）
- 卒業M＋（佐川）
- 新戀愛白書（男2、男3、日直）
- 羅德斯島戰記（ウォレス）

### 日劇
- 春日局（兵士）

## 外部連結
- 事務所公開簡歷 （日語）